# Taolu
Il taolu (in cinese 套路) è una serie di movimenti concatenati delle arti marziali cinesi, in italiano può essere reso come "forma" o "sequenza". Più specificatamente si tratta di una sequenza di tecniche prestabilite, sia di attacco che di difesa, atte a migliorare l'abilità tecnica, la coordinazione, la potenza, la velocità e la resistenza del praticante. In genere si tratta di una serie di azioni che sono ispirate al combattimento e ne sono un'astrazione. Possono essere definite anche come "combattimenti immaginari". Alcuni particolari taolu possono essere applicati concretamente in coppia. 
Esistono anche taolu di tecniche di liberazione e taolu di tecniche di caduta, per allenare il praticante a sfuggire a prese (da parte di avversari) e ad attutire l'impatto con il suolo in caso si subisca una spinta.

## Tipologie
Esistono diverse fattispecie di Taolu:
- Tushou (a mano nuda);
- Duilian (in coppia);
- Bingxie (con le armi).

Nel Wushu moderno o sportivo, il Taolu è un insieme di categorie da gara che viene suddiviso, oltre che nelle categorie già citate, che coinvolgono anche gli stili preesistenti: in "moderni" o "codificati" che possono essere a loro volta "interni" o "esterni"; "dimostrativi" (di tradizionali, Chuantong Taolu).
La divisione interni-esterni fa riferimento ad una classificazione molto diffusa delle arti marziali cinesi in Neijia e Waijia.